# NGC 1646-2
NGC 1646-2 is een compact sterrenstelsel in het sterrenbeeld Eridanus. Het hemelobject werd op 30 januari 1786 ontdekt door de Duits-Britse astronoom William Herschel.

## Synoniemen
- 2ZW 22